# دييغو بريزويلا
دييغو بريزويلا (بالإسبانية: Diego Brizuela) هو مدرب كرة قدم ولاعب كرة قدم باراغواياني، ولد في 15 ديسمبر 1988. لعب مع ديبورتيس ماجالانز.

## وصلات خارجية
- دييغو بريزويلا على موقع قاعدة بيانات كرة القدم.إي يو (الإنجليزية)
- دييغو بريزويلا على موقع قاعدة بيانات كرة القدم.إي يو (الإنجليزية)
- دييغو بريزويلا على موقع Soccerway.com (الإنجليزية)